# Michael Fabiano
Michael Fabiano (8 de mayo de 1984, Montclair (Nueva Jersey) es un tenor lírico estadounidense.
De familia de ascendencia italiana nació en Nueva Jersey y asistió a la Universidad de Míchigan donde tomó clases con George Shirley. Se perfeccionó en Filadelfia.
Participó en la documental "The Audition", cuando ganó el concurso de las Metropolitan Opera Auditions en 2007.
Debutó en Klangenfurt en 2007 y ha cantado en la San Francisco Opera, Metropolitan Opera, La Scala, Paris, English National Opera, Deutsche Oper Berlin, Dresden Semperoper, Teatro San Carlo, Vancouver, Los Ángeles, Bilbao, Miami, Dallas y otras ciudades.
Se especializa en roles del Bel canto como Gennaro, el Duque de Mantua, Alfredo, Edgardo y otros.
Ganó en 2007 las Metropolitan Opera National Council Auditions, el Licia Albanese Puccini Foundation Competition y el Concurso Julián Gayarre en Pamplona.. En el 2014 ganó el Premio Richard Tucker y fue galardonado con el Premio Beverly Sills.
En 2018 se casó con Bryan McCalister